# Raça (pel·lícula)
Raça és una pel·lícula de drama romàntic portuguesa dirigida el 1961 per Augusto Fraga i protagonitzada per la seva esposa Carmen Mendes. És basada en una novel·la de Ruy Correia Leite adaptada per Fernando Fragoso. Fou exhibida com a part de la selecció oficial del Festival Internacional de Cinema de Sant Sebastià 1961.

## Argument
Mostra les vicissituds d'una família burgesa pel conflicte entre dos germans. Per altra banda hi ha dues noies, una que es defensa d'un perill que l'amenaça, i l'altra és víctima de la seva pròpia ingenuïtat.

## Repartiment
- Paulo Renato... Zecas
- Carmen Mendes... Guidinha
- Ruy de Carvalho ... Dr. Bernardo
- António Sacramento ... Dr. Jerónimo
- Luís Filipe ... Dr. Magalhães, advocat
- Teresa Mota ... Maria de Alenquer
- Irene Isidro ... Vescomtessa Maria Luísa
- João Mota ... Amic de Zecas